# Gonomyia (Leiponeura) senaria
Gonomyia (Leiponeura) senaria is een tweevleugelige uit de familie steltmuggen (Limoniidae). De soort komt voor in het Neotropisch gebied.